# Irene Aragonès Gràcia
Irene Aragonès Gràcia   (Mont-roig del Camp, 30 de maig de 1972) és una política i professora catalana, diputada al Parlament de Catalunya per Esquerra Republicana de Catalunya i regidora a l’Ajuntament de Mont-roig del Camp.
És llicenciada en Filosofia i Ciències de l’Educació per la Universitat Rovira i Virgili i treballa de professora d’un Programa de Formació i Inserció, a Cambrils. Militant des de 2003 d'Esquerra Republicana de Catalunya, n'ha estat implicada en la secció del partit polític del seu poble natal, en la qual ocupà càrrecs de responsabilitat. En 2015, es presentà per primera vegada a les eleccions municipals, encapçalant la candidatura Esquerra Republicana de Catalunya-Acord municipal (ERC-AM). Esdevingué regidora de l'oposició, fet que repetí en la següent legislatura.
A principis de desembre de 2020, la militància d'ERC al Baix Camp escollí Irene Aragonès com candidata de la comarca per les eleccions catalanes de 2021. Pocs dies després, el Consell Nacional d'ERC la situà en la tercera posició de llista oficial de la candidatura per la demarcació de Tarragona. En les eleccions, l'ERC obtingué cinc escons en la demarcació, la qual cosa significà que Aragonès esdevingué diputada al Parlament de Catalunya.